# Flavescência dourada

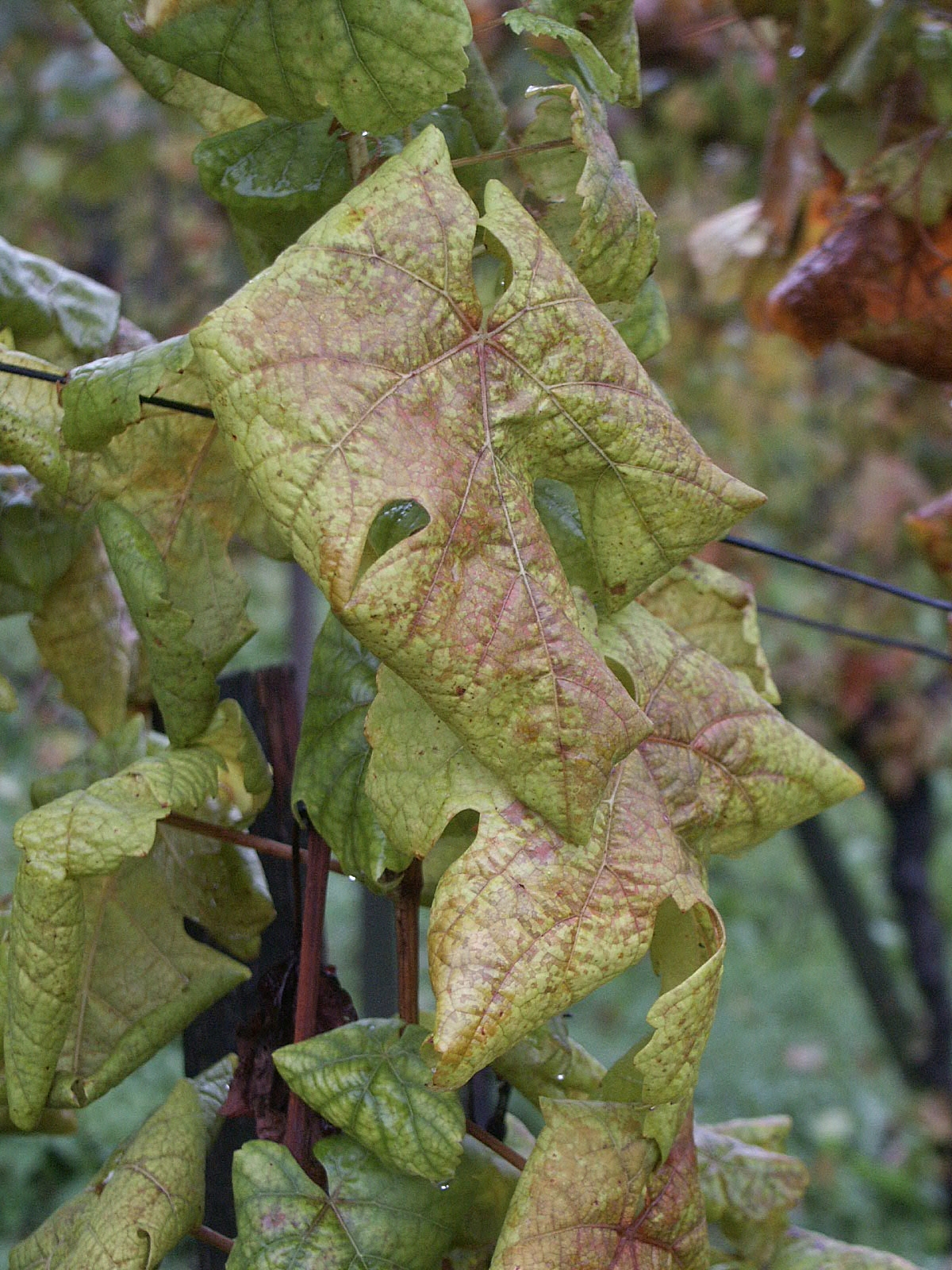
Flavescência dourada em folhas de videira.

Flavescência dourada é uma doença provocada por um fitoplasma (Candidatus Phytoplasma vitis) que afeta plantas, em especial as videiras, causando-lhes clorose nas folhas, podendo culminar na morte da planta. O vetor de transmissão é o inseto cicadelídeo Scaphoideus titanus. Em três anos uma videira pode morrer se afetada, enquanto a produção da vinha cai gradualmente. É uma doença de quarentena.

## História
A doença veio dos Estados Unidos, e atingiu a Europa em 1990, mais precisamente a França.
Em 2013 foram detectadas videiras infetadas com o parasita da Flavescência Dourada na vinha portuguesa em vários concelhos do Minho, dois concelhos do Douro e um concelho da Bairrada.